# Вилијам Рајкер
Вилијам Томас „Вил” Рајкер (енгл. William Thomas "Will" Riker) је измишљени лик из америчке научнофантастичне франшизе Звездане стазе. Вилијам Рајкер се појављује као један од главних ликова у серијалу Звездане стазе: Следећа генерација. Кроз више серијала и филмова, Рајкер је први официр и на кратко капетан звезданог брода УСС Ентерпрајз, а затим преузима команду над бродом УСС Титан на крају серијала Звездане стазе: Немезис. Улогу Вилијама Рајкера тумачи глумац Џонатан Фрејкс.